# Santa Comba Dão (freguesia)
Santa Comba Dão was een deelgemeente (freguesia) in de Portugese gemeente Santa Comba Dão en telt ongeveer 3400 inwoners. 
De freguesia werd samengevoegd bij de administratieve reorganisatie van 2012/2013 met de freguesia van Couto do Mosteiro. De nieuwe naam van de freguesia is de Unie van Freguesias van Santa Comba Dão en Couto do Mosteiro.

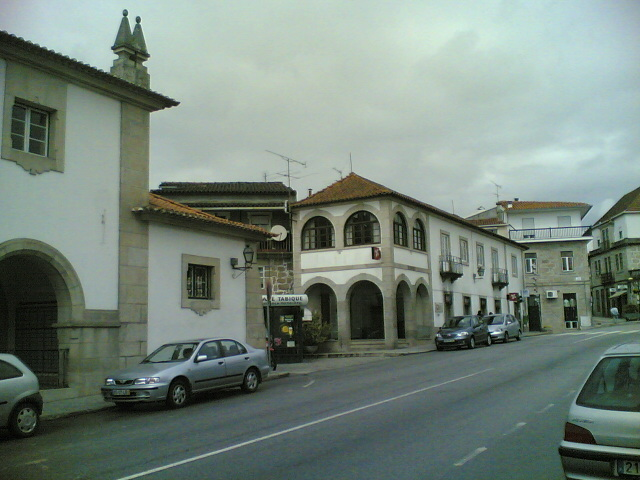
Santa Comba Dão